# Pheia insignis
Pheia insignis är en fjärilsart som beskrevs av Rothschild 1931. Pheia insignis ingår i släktet Pheia och familjen björnspinnare. Inga underarter finns listade i Catalogue of Life.